# Ernst Larsen (Stabhochspringer)
Ernst Larsen (Martin Ernst Larsen; * 24. Februar 1910 in Kopenhagen; † 20. Mai 1971 ebd.) war ein dänischer Stabhochspringer, Hochspringer und Zehnkämpfer.
Im Stabhochsprung kam er bei den Olympischen Spielen 1936 auf den 17. Platz. Bei den Leichtathletik-Europameisterschaften 1938 in Paris wurde er Neunter.
Neunmal wurde er Dänischer Meister im Stabhochsprung (1932–1939, 1941), zweimal im Zehnkampf (1933, 1936) und einmal im Hochsprung (1938).

## Persönliche Bestleistungen
- Hochsprung: 1,85 m, 1941
- Stabhochsprung: 4,10 m, 1936